# Cult Awareness Network
 (septembre 2022).
 (septembre 2022).
Pour les articles homonymes, voir CAN.
Cult Awareness Network (CAN, Réseau de vigilance sur les sectes) était une association antisectes américaine fondée le 18 novembre 1978, au moment de l'affaire du Temple du Peuple. 
Cette association a été reprise en 1996 sous la même dénomination, à la suite de sa mise en liquidation judiciaire, par une organisation affiliée à la Scientologie, à l'égard de laquelle le CAN était très critique. 
Avant ce changement de propriétaire, le CAN (ancien CAN) fournissait des informations sur les groupes qu'il considérait être des sectes, ainsi que des sessions très controversées de deprogramming pour leurs adhérents,,. Le CAN actuel (nouveau CAN) est présenté par ses membres comme un organisme d'information sur les nouveaux mouvements religieux alors que ses détracteurs le présentent comme une association d'apologistes des sectes au service de la Scientologie.

## Historique du changement de propriétaire
De 1978 à 1996, le CAN était très critique de la Scientologie, ainsi que de Landmark Education (les deux groupes au sujet desquels l'association aurait reçu le plus grand nombre d'appels) et d'autres nouveaux mouvements religieux que l'association considérait comme potentiellement dangereux (comme l'Église de l'Unification et les Enfants de Dieu). 
Cynthia Kisser, qui dirigeait alors l'association, désignait ces groupes comme des « sectes destructrices ». 
Les mouvements visés par les critiques de l'ancien CAN s'organisèrent alors pour se défendre de ces accusations. 
C'est ce combat juridique qui a conduit le CAN à la faillite à la suite d'un procès où l'association fut reconnue coupable d'avoir violé les droits de Jason Scott, un Pentecôtiste qui avait subi une session forcée de deprogramming par Rick Ross, un des consultants de l'association. 
Le CAN fut condamné à payer un peu plus d'1 million de dollars, une somme très élevée qui aurait eu pour objectif de mettre un terme aux sessions de deprogramming aux États-Unis, la cour ayant estimé que les membres de l’association n’avaient pas su reconnaître la gravité de leurs actes dans le cadre du deprogramming et n’avaient fait que se présenter comme des victimes de leurs accusateurs. 
L'ancien CAN ne pouvant pas payer cette somme, l'association se déclara en faillite.

## Activités de l'ancien CAN
Le CAN est le successeur du Citizen's Freedom Foundation (CFF) qui fut tout d'abord dirigé par Patricia Ryan, la fille du sénateur Leo Ryan assassiné à Jonestown (voir Temple du Peuple). Le CFF laissa la place au CAN sous l'impulsion de Ted Patrick au moment de l'affaire du Temple du Peuple. 
En 1991, l'association avait réuni des informations sur 200 groupes aux États-Unis, qu'elle appelait « groupes de manipulation mentale ».
L'ancien CAN a commencé à être l'objet de controverses à cause du deprogramming, une méthode qui tentait de convaincre les adeptes d'abandonner leurs croyances et leur affiliation aux groupes critiqués. Cette pratique qui recourait parfois à l'enlèvement et la séquestration a été interdite aux États-Unis et l'un de ses promoteurs, Ted Patrick, a purgé une peine de prison pour y avoir participé.
L'ancien CAN était présenté par les sociologues Anson Shupe et Susan Darnell comme un groupe qui fournissait une présentation biaisée des groupes qu'il pourchassait. Toujours selon eux, il s'agissait d'une « association antisectes de Chicago prétendant être uniquement un organisme d'information sur les nouvelles religions afin d'être exempté d'impôts ».  
Dans un article du Time Magazine de 1991, intitulé « La secte prospère de la cupidité et du pouvoir », une citation de Cynthia Kisser, directrice du CAN, est une des plus virulentes sur la scientologie : « La Scientologie est très probablement la plus impitoyable, la plus terroriste, la plus procédurière et la plus lucrative des sectes que nous ayons eues dans ce pays »et fut reprise de nombreuses fois ensuite dans les sources critiques sur la Scientologie.

## Activités du nouveau CAN
À la suite du procès de Jason Scott qui provoqua la faillite de l'ancien CAN, Steven Hayes, l'avocat de Jason Scott, obtint aux enchères les biens de l'association qui avaient été saisis (le nom, le logo, le matériel de bureau) pour un montant de 20 000 dollars. Les dossiers de l'association furent donnés à la Foundation For Religious Freedom, lié au nouveau CAN, qui les mis à la disposition des universitaires et des mouvements spirituels pour consultation. Ils furent ensuite transférés à la bibliothèque de l'Université de Californie à Santa Barbara.
Le bureau du CAN est présenté sur leur site comme étant constitué de George Robertson, président, de confession baptiste, Stan Koehler, secrétaire, un bouddhiste, Nancy O.Meara, trésorière, scientologue.
Les membres de l'ancien CAN craignaient que la scientologie n'utilise le nom du CAN pour créer la confusion. Le fait que l'association se fasse appeler « nouveau CAN » confirma leurs craintes. 
Le site du nouveau CAN ne contient pas de critiques de la scientologie. 
Jean Hornnes, représentant le nouveau CAN, déclare dans une publication de la scientologie « Nous avons réussi à faire interdire le deprogramming et grâce aux techniques de L. Ron Hubbard, nous avons réuni les familles qui avaient été brisées ».
James R. Lewis, dans son livre de 2005, Cults, a reference handbook (Sectes, un manuel de référence), déclare que de nombreux observateurs pensaient que le nouveau CAN deviendrait un outil de propagande pour la scientologie mais qu'il est, au contraire, devenu un « authentique réseau d'information sur les religions non traditionnelles ». Selon lui, le nouveau CAN a établi des liens avec des universitaires et des professionnels auxquels ils renverraient leurs interlocuteurs quand ils ne se sentent pas compétents pour répondre à leurs demandes. 
Margaret Singer, dans son livre de 2003, pense, elle, que la plupart des informations données par le nouveau CAN ne contiennent pas les mises en garde que fournissait l'ancien CAN au tout début des années 1990.
En décembre 1997, l'émission américaine 60 Minutes, consacra un de ses épisodes à l'histoire du CAN. L'animatrice, Lesley Stahl, déclarait à cette occasion : « Aujourd'hui, quand vous cherchez une information sur une secte, il y a des risques que la personne à qui vous vous adressez soit scientologue ! ».
Anson Shupe et Susan J. Darnell présentent le personnel du nouveau CAN comme un mélange de scientologues et d'autres personnes qui sont parvenues à réaliser ce que l'ancien CAN prétendait accomplir, devenir un centre d'information sur les religions conventionnelles et non conventionnelles.